# Violence communautaire de 2021 au Bangladesh
 (août 2023).
La violence communautaire de 2021 au Bangladesh est un ensemble d'attaques de temples hindous et de maisons appartenant à des hindous lors du festival Durga Puja du 13 au 15 octobre 2021. Plus de 80 temples et lieux de culte de fortune ont été vandalisés au préjudice de la population hindoue à la suite d'une allégation de diffamation du Coran  dans un temple du district de Comilla.
Le gouvernement du Bangladesh a déployé la force paramilitaire des gardes-frontières du Bangladesh (en) dans 22 des 64 districts administratifs du Bangladesh pour réprimer la violence contre la communauté hindoue. Au 17 octobre 2021, au moins 6 personnes ont été tuées à travers le pays, dont deux hindous tués dans un temple par la foule et quatre musulmans tués par la police, lors de la "pire violence communautaire depuis des années", selon New York Times.

## Contexte
Les hindous représentent 10 % des 165 millions d'habitants du Bangladesh.
Le Bangladesh s'est préparé pour la plus grande fête religieuse de la communauté hindoue au cours de la deuxième semaine d'octobre 2021. Comme chaque année, en dehors des temples, des arrangements de fortune pour offrir un culte ont été mis en place dans tout le pays. Dans la matinée du 13 octobre, des allégations de diffamation du livre saint musulman Coran ont émergé d'un temple de fortune dans le district de Comilla lorsqu'un rapport non confirmé selon lequel une copie du Coran sur les genoux d'une idole a été diffusée sur les plateformes de médias sociaux. En réaction immédiate, le gouvernement a exhorté la population à se calmer et a demandé à la police d'enquêter sur l'incident. Cependant, peu de temps après la diffusion du rapport, une foule en colère a commencé à attaquer les temples locaux à Comilla en raison du manque de résistance appropriée de la part des représentants du gouvernement. La tension religieuse a rapidement transcendé d'autres districts du Bangladesh.

### Bilan des morts, blessés et temples détruits
Au 18 octobre, au moins six personnes auraient été tuées, plus de 150 hindous blessés et au moins 80 temples hindous détruits à travers le Bangladesh par des foules musulmanes. Au moins 4000 personnes ont été inculpées et 400 détenues par la police.

## Attaque contre les temples et la communauté minoritaire
Des rapports d'attaques contre les temples, les maisons et les magasins des minorités, le pillage des biens et des meurtres ont été documentés dans au moins une douzaine de districts du Bangladesh principalement dans la zone sud, notamment à Comilla, Chandpur, Noakhali, Chittagong, Bandarban, Cox's Bazar, Narshingdi et Gazipur.

### Comilla
L'incident a commencé dans le district de Comilla où des attaques ont été menées contre différents temples du 13 au 16 octobre. Le lieu de Durga puja de Nanua Dighir Par et le temple de Chandmoni Kali sont devenus la cible des assaillants peu de temps après que la rumeur d'un Coran humiliant se soit répandue dans la région.

### Chandpur
Au moins quatre personnes sont mortes à Chandpur (en) lorsque la police a tiré sur une foule en colère, a fait sortir un cortège et a lancé une attaque contre un lieu de Durga puja du district, le 13 octobre.

### Bandarban
Sous la direction d'un leader local de la Ligue Awami, un temple et des établissements appartenant à des hindous ont été attaqués par une foule en colère le 14 octobre dans le quartier Lama de Bandarban. Le Lama central Hari Mandir a été attaqué à partir d'un rassemblement de foules en colère qui protestaient contre "l'avilissement du Coran". Ils ont également attaqué les magasins des hindous dans la zone du marché de Lama. Le secrétaire général de la Ligue Lama Upazila Awami, Zahirul Islam, s'est adressé à la foule avant qu'elle ne commence à attaquer le temple, selon les responsables de la police locale.

### Noakhali
Jatan Kumar Saha et Panto Das, deux fidèles hindous ont été tués à Noakhali lorsqu'une foule en colère a attaqué différents temples du district. Le 15 octobre, des assaillants d'un cortège de plusieurs milliers de personnes ont pris d'assaut le temple Bijoya Durga dans la région de Begumganj et ont saccagé le temple. Ils ont également battu Jatan Kumar Saha qui est décédé dans un hôpital. Plus tard, le corps d'un autre dévot de 20 ans a été trouvé dans un étang d'un temple ISKCON du district.

### Feni
Un affrontement a éclaté le 16 octobre à Feni entre la communauté hindoue locale et des musulmans lorsqu'un groupe d'habitants hindous du district protestait contre l'attaque nationale contre la communauté hindoue lors du festival de Durga Puja. Les affrontements ont fait une dizaine de blessés des deux communautés.

### Rangpur
Une foule musulmane a mis le feu à une douzaine de maisons appartenant à des hindous dans l'upazila de Pirganj à Rangpur le 17 octobre après qu'un post présumé d'un garçon hindou local sur la Kaaba soit devenu viral. Les musulmans locaux alléguant que le poste dégradait le lieu saint ont vandalisé les maisons, mis le feu et empêché les pompiers d'éteindre l'incendie.

## Action gouvernementale contre les coupables
Le 17 octobre 2021, la police du Bangladesh (en) a porté plainte contre plus de 4 000 suspects impliqués dans les violences.

## Réaction
Les politiciens et les militants sociaux du Bangladesh ont qualifié la violence communautaire lors du festival de Durga Puja de "conspiration pour détruire l'harmonie communautaire" au Bangladesh.
Le 16 octobre 2021, après les prières musulmanes du vendredi, une foule de plus de 10 000 musulmans de diverses mosquées de Dacca est descendue dans les rues, portant des banderoles de partis politiques islamistes et scandant "A bas les ennemis de l'islam" et "Pendez les coupables" . Le même jour, près de mille hindous à proximité ont également protesté contre les attaques contre les temples et le meurtre d'hindous par des foules musulmanes.
Le ministre bangladais de l'Intérieur (en), Asaduzzaman Khan (en), a déclaré que "les attaques contre les pandals de Durga Puja étaient planifiées à l'avance. Il nous semble qu'il s'agissait d'un acte motivé instigué par un groupe investi dans les violences communautaires à Ramu et Nasirnagar."
La Première ministre du Bangladesh, Sheikh Hasina, a promis de rendre justice et de traquer les coupables des attentats.
Mirza Fakhrul Islam Alamgir (en), secrétaire général du Parti nationaliste du Bangladesh, a allégué un complot du gouvernement derrière les attentats.
Le Conseil d'unité chrétienne hindou bouddhiste du Bangladesh (en) a observé une demi-journée de grève à Chittagong pour protester contre les attaques contre le site de Durga Puja à Chittagong.